# Mothers of the Disappeared
«Mothers of the Disappeared» (с англ. — «Матери исчезнувших») — песня ирландской рок-группы U2, одиннадцатый и финальный трек из альбома The Joshua Tree. Песня была вдохновлена посещением фронтменом U2 Боно Никарагуа и Сальвадора в июле 1986 года после участия группы в благотворительном турне A Conspiracy of Hope, организованном Amnesty International. Музыкант узнал о Мадрес-де-Плаза-де-Майо — группе женщин, чьи дети «насильственно исчезли» при содействии аргентинской и чилийской диктатур. Находясь в Центральной Америке, он встретился с членами COMADRES — аналогичной организации, чьи дети были похищены с подачи правительства Сальвадора. Боно симпатизировал деятельности Мадрес и COMADRES и хотел придать её огласке.
Песня была написана на классической гитаре, а мелодия взята из пьесы, которую Боно сочинил, находясь в Эфиопии в 1985 году, где обучал детей основам гигиены. Текст песни содержал завуалированную критику администрации президента Рейгана, которая поддерживала два южноамериканских режима, где власть была захвачена в результате государственных переворотов, и оказывала финансовую поддержку военному режиму в Сальвадоре. Его тематику истолковывали как исследование неудач и противоречий во внешней политике США. Барабанная партия, сыгранная Ларри Малленом-младшим была обработана блоком эффектов, что придало её гудящий звук, которое басист Адам Клейтон описал как «вызывающий воспоминания о зловещей тьме патрулей смерти».
«Mothers of the Disappeared» была высоко оценена критиками. В рецензиях её называли «трогательным трибьютом» и «мощной» песней, содержащий «потрясающую красоту и печаль». Композиция была исполнена семь раз во время турне Joshua Tree Tour (1987), некоторые её записи рассматривали для включения в финальную часть документального фильма «Rattle and Hum» (1988). U2 исполнили песню на четырёх концертах в Южной Америке (в рамках турне PopMart Tour 1998 года). На двух из них вместе с группой выступали представители Мадрес, одно из этих шоу транслировалось по чилийскому телевидению. Боно воспользовался возможностью, чтобы попросить бывшего чилийского диктатора генерала Аугусто Пиночета раскрыть Мадрес местонахождение тел их детей. Песня была сыграна ещё три раза в рамках турне U2 360° Tour; одно из этих выступлений было посвящено Фехми Тосун, этническому курду, насильственно исчезнувшему в Турции в 1995 году. Боно перезаписал песню а капелла в 1998 году для политически-окрашенного альбома ¡Ni Un Paso Atras! (рус. Ни шагу назад!).

## Предыстория, сочинение и запись
Запись альбома The Joshua Tree началась в январе 1986 года в Danesmoate House (Дублин) и продолжалась в течение года. U2 ненадолго прервали работу в июне, чтобы присоединиться к благотворительному турне A Conspiracy of Hope, организованному Amnesty International. После первого концерта в Сан-Франциско фронтмен группы Боно познакомился с Рене Кастро, чилийским художником-монументалистом. Кастро подвергался пыткам и два года содержался в организованным правительством Чиликонцентрационном лагере за то, что его произведения критиковали диктаторский режим Пиночета, который захватил власть в 1973 году во время государственного переворота. Кастро показал Боно настенную роспись в Миссионерском районе, на которой были изображены сцены текущего бедственного положения в Чили и Аргентине. Певец также узнал о Мадрес-де-Плаза-де-Майо — группе женщин, чьи дети были насильственно похищены с подачи аргентинского правительства. Как правило, это были молодые люди, которые выступали против власти во время Грязной войны и государственного переворота, приведшего к власти Хорхе Рафаэля Видела. Мадрес объединились для сбора информации о местонахождении тел их детей и обстоятельствах их смерти, полагая, что они были похищены, подвергнуты пыткам и убиты.
Вдохновлённый фреской, Боно решил сделать перерыв в записи, отправившись в Никарагуа и Сальвадор со своей женой Элисон, чтобы воочию увидеть бедственное положение крестьян, запуганных политическими конфликтами и военным вмешательством США. Находясь там, они сотрудничали с организацией по правам человека и экономическому развитию Central American Mission Partners (CAMP). В Сальвадоре они встретились с членами Комитета матерей монсеньора Ромеро (COMADRES: Comité de Madres Monsignor Romero) — организации женщин, чьи дети были насильственно похищены сальвадорским правительством во время гражданской войны, так как выступали против военного режима, который находился у власти. Во время одной из гуманитарных поездок Боно, Элисон и один из членов CAMP были обстреляны правительственными войсками. Выстрелы имели предупредительный характер, и, по словам писателя Джона Луерссена, инцидент привёл Боно к осознанию, что «им было наплевать на их непрошеный визит, но они могли бы всех поубивать, если бы почувствовали необходимость».
В 2006 году Боно рассказал ещё об одном случае, произошедшем с ним в Сальвадоре, когда он увидел тело, выброшенное из фургона на дорогу. «Люди просто исчезали» — посетовал музыкант, «Если вы были частью оппозиции, [в любой момент] вы могли обнаружить внедорожник с тонированными окнами, припаркованный возле вашего дома… Если вас и это не останавливало, они могли прийти, выкрасть вас и убить без суда и следствия». Боно сопереживал Мадрес и COMADRES и хотел воздать им должное. Увиденное музыкантом в Центральной Америке вдохновило его на сочинение «Mothers of the Disappeared» и ещё одной песни из The Joshua Tree — «Bullet the Blue Sky».
«Я помню [Даниэля Лануа] в момент, когда мы заканчивали „Mothers of the Disappeared“, он будто с катушек съехал и играл за микшерным пультом, словно Моцарт на фортепиано, голова запрокинута назад от воображаемого бриза, а снаружи льёт дождь, и я пел о том, что „во время дождя мы видим их слезы“, слезы тех, кто исчез. И когда вы слушаете этот микс, вы действительно можете услышать дождь снаружи. Это было по-настоящему волшебно...».
«Mothers of the Disappeared» была записана и сведена в недавно купленном доме гитариста Эджа Melbeach, который U2 использовали в качестве студии. Боно написал песню на классической гитаре своей свекрови. Мелодия была взята из песни, которую он сочинил в Эфиопии в 1985 году, где учил детей основным методам гигиены. Партия ударных Ларри Маллена-младшего также была взята из другой песни — её сэмплировал и закольцевал продюсер Брайан Ино, а затем замедлил и обработал «каньоном реверберации». Эдж добавил гитарную партию, используя модель Bond Electraglide, которой он злоупотреблял в то время из-за характерного звука. Сопродюсер Даниэль Лануа отвечал за сведение песни. Боно сравнил его вклад с отдельным инструментом, назвав отдельной «музыкальной партией».
В примечаниях, напечатанных на конверте альбома, группа перечислила адреса нескольких отделений Amnesty International. Доходы от песни были пожертвованы этой организации. В 1998 году Боно перезаписал песню а капелла на английском и испанском языках для альбома ¡Ni Un Paso Atras! (рус. «Ни шагу назад!») вместе с декламацией стихотворения Уильяма Батлера Йейтса «Богородица». Альбом был создан Мадрес в память об их детях. Треки также были записаны для фильма «20 Años… 20 Poemas… 20 Artistas» («20 Years… 20 Poems… 20 Artistas»).

## Музыка и тематика песни
«„The Joshua Tree“ демонстрировал отношение к Америке в формате любовь/ненависть. Многое в этом альбоме отражало чувства Боно, вернувшегося из Сальвадора и побывавшего в турне „A Conspiracy of Hope“ и воочию увидевшего жестокое лицо внешней политики США».
«Mothers of the Disappeared» была записана в тональности Ля-мажор в стандартном размере 4/4. Хронометраж песни составляет 5 минут 14 секунд. Песня начинается со звука дождя, падающего на крышу, который стихает в течение первых четырнадцати секунд вместе с басовой линией и обработанным лупом ударных, который звучит на заднем плане. На 32-й секунде вступает перкуссия — Маллен играет спорадический бит каждые четыре-пять секунд. На 50-й секунде ударные начинают звучать более размеренно, к ним присоединяется гитара Эджа в сопровождении синтезатора Ино. Первый куплет начинается с отметки 1:28 — с него мелодия переходит на последовательность аккордов A5 — E5 — F♯m — D — A5. В 2:41 вступают клавишные Ино, последовательности аккордов сменяется на D — D5 — A5, а вокалист переходит на фальцет. С отметки 3:01 начинается второй куплет. Спустя 36 секунд Боно замолкает, и песня возвращается к последовательности аккордов D — D5 — A5. Громкость гармонии постепенно нарастает (до 4:33), после чего песня переходит в коду; клавишные стихают, Эдж играет одну ноту ля и в течение следующих восьми секунд замолкает вместе с басом. Песня завершается звуками синтезатора, ударных и барабанных лупов, медленно стихая в течение последних тридцати одной секунды.

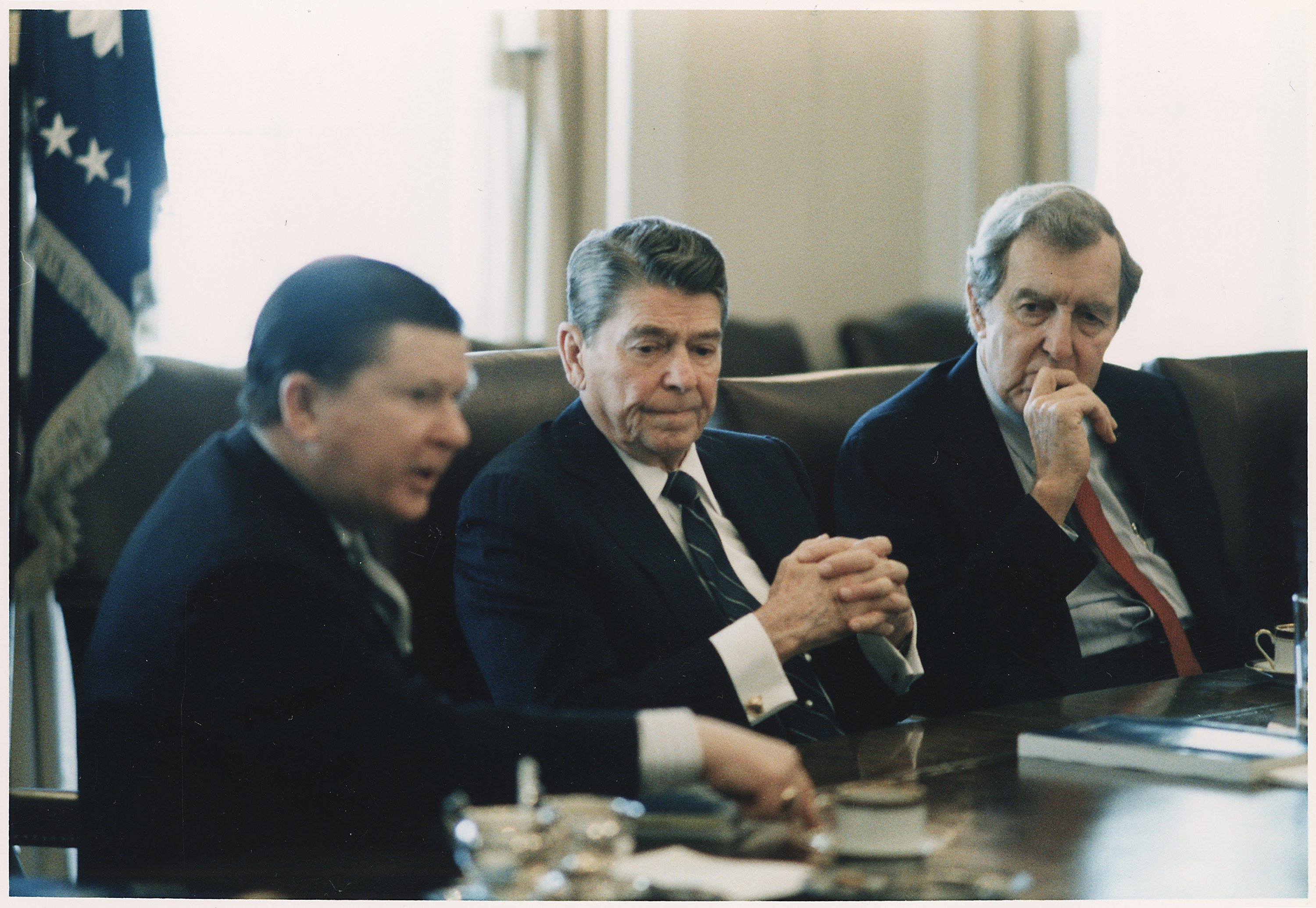
Рональд Рейган (в центре) с членами Тауэрской комиссии Джоном Тауэром (слева) и Эдмундом Маски (справа); Поддержка администрацией Рейгана режимов в Центральной и Южной Америке отразилась на тематике песни

Ино использовал фортепиано в качестве перкуссионного инструмента, скомбинировав результат с барабанной партией Маллена, обработанной через блок эффектов PCM70, создав звук, который басист Адам Клейтон назвал «жутким, чуждым и пугающим». Лануа заявил, что обработка бита Маллена, в результате которой получился гудящий звук, стала основой и изюминкой песни. Клейтон описал его как «вызывающий воспоминания о зловещей тьме патрулей смерти». Колм О’Хара из Hot Press назвал этот бит «ключевым звуковым элементом [мелодии]» так как он «[вызывает] абстрактное чувство зла и ужаса».
В декабре 1986 года Боно заявил, что его отношение к Америке выражалось позицией любовь-ненависть и что оно отразилось на его работе над альбомом. Говоря о своей встрече с COMADRES в Сальвадоре и их влиянии на песню, он сказал: «Я не сомневаюсь в причастности администрации Рейгана к поддержке режима, который совершает эти злодеяния. Я сомневаюсь, что народ Америки вообще знает об этом. Я не в том положении, чтобы читать им нотации, или указывать на их место, или даже открывать им глаза на это каким-то наглядным образом. Но эта ситуация влияет на меня и на слова, которые я пишу, и на музыку, которую мы создаём». В 2007 году Клейтон сказал, что «„Mothers of the Disappeared“ были не только отражением того, что происходило при военном правительстве в Чили, но и в США, которые поддерживали это правительство», и описал вокал Боно как «доисторический» отмечая, что «он перекликается с чем-то очень первобытным».
Грег Гарретт, профессор английского языка в Бейлорском университете, усмотрел в этой песне попытку «[отреагировать] на растущий запрос [общества] в справедливости и привлечь внимание к неудачам США в этом отношении», отметив, что режимы в Южной Америке поддерживались Штатами из-за их антикоммунистических позиций, хотя [политические] приёмы этих режимов противоречили демократическим ценностям, которые, как утверждает Америка, «она отстаивает по всему миру». Публицистка газеты Sunday Independent Лиза Хэнд также указала на влияние Америки на песню, отметив: «[оно] не ограничивается просто музыкой, а также распространяется на часть текста. Однако это далеко не дань уважения звёздно-полосатому флагу, они подчёркивают политическую ложь и двусмысленность, существующие в США. „Mothers of the Disappeared“ и „Bullet the Blue Sky“ пристально смотрят на американское вмешательство в Южной Америке». Ричард Харрингтон из The Washington Post описал эту песню как «стенания потрясающей красоты и печали, умоляющие осознать, что идеологические битвы о правых и левых затмевают более важный вопрос о правильном и неправильном». В свою очередь, писатель Дэвид Кутникофф назвал «Mothers of the Disappeared» «[портретом] протухшей американской мечты».

## Концертные исполнения
Дебютное концертное исполнение песни состоялось 14 апреля 1987 года на шоу в Сан-Диего во время первого этапа турне The Joshua Tree Tour. Группа использовала «Mothers of the Disappeared» в качестве финальной песни, закрывая ей шоу вместо «40», долгие годы исполняющей эту функцию. По ходу первого этапа турне U2 исполняли песню ещё трижды, дважды начиная с неё выход на бис и один раз закрывая основную часть программы. Семь месяцев спустя, во время третьего этапа турне, группа вернула песню в сет-лист сыграв её во время выхода на бис на трёх из четырёх последних концертов тура.
Последние два шоу состоялись в Темпе, штат Аризона, 19 и 20 декабря 1987 года и были отсняты для рокументари «Rattle and Hum» (1988). В конце «Mothers of the Disappeared» U2 исполнили рефрен «el pueblo vencerá», что в переводе с испанского означает «народ победит». Боно отмечал, что Мадрес используют этот лозунг для самомотивации. Эдж вспоминал: «Мы были так близки к испаноязычной части мира, что почувствовали, возможно, аудитория концерта могла бы подхватить этот девиз». Боно добавил, что они закрывали каждый концерт с 1983 года песней «40» поэтому с этого момента захотели сменить её на «Mothers of the Disappeared». Музыкант пояснил: «Если жители Аризоны споют её, и она попадёт в фильм и на пластинку, куда бы мы ни отправились в течение следующих нескольких лет, зрители подхватят её [и начнут подпевать]. Интересный эксперимент получится…». Отснятый материал рассматривался для заключительного эпизода фильма, но в итоге группа решила не включать его вовсе. В качестве финальной песни была использована «Pride (In the Name of Love)» а на титрах звучала композиция «All I Want Is You».
Исполнив «Mothers of the Disappeared» семь раз во время турне The Joshua Tree Tour, U2 не возвращались к ней до 1998 года, когда включили в сет-лист четвёртого этапа PopMart Tour. Она была сыграна на трёх концертах в Аргентине и одном в Чили, в финале все четырёх шоу. Каждый раз в конце песни Боно пел «el pueblo vencerá». Первый из этих концертов состоялся 5 февраля 1998 года в Буэнос-Айресе. Песня исполнялась Боно и Эджем под аккомпанемент Мадрес, параллельно на видеоэкране показывались кадры подготовленные этой организацией. В конце песни музыканты повернулись к Мадрес и зааплодировали — к ним присоединилась остальная публика. Впоследствии часть выступления была включена в телевизионный документальный фильм «Classic Albums: The Joshua Tree».

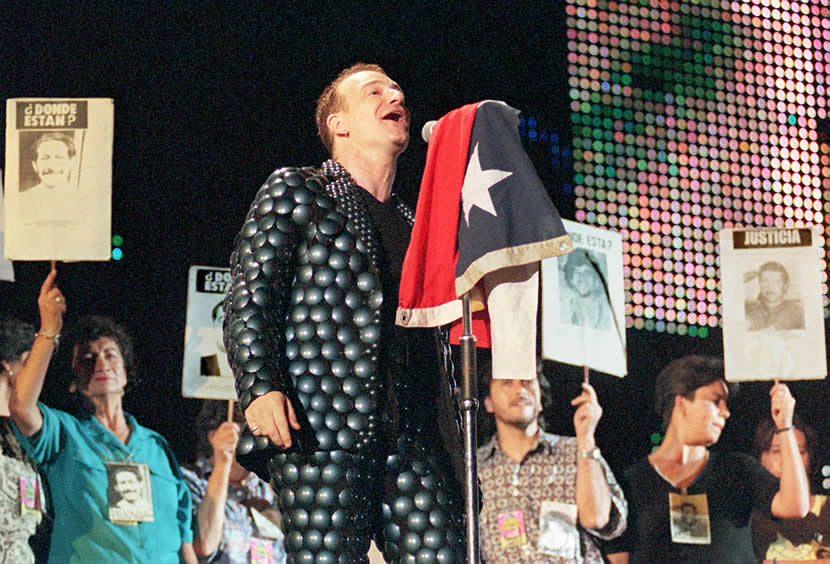
Родственники пропавших политзаключённых присоединяются к U2 на сцене во время концерта в Сантьяго в рамках турне PopMart Tour

Многие фанаты группы из Южной Америки жаловались на дороговизну билетов, поэтому группа провела трансляцию одного из концертов по национальному телевидению Чили в прямом эфире 11 февраля. Зная, что его будут смотреть большое количество жителей, они заменили песню «Wake Up Dead Man» на «Mothers of the Disappeared». Стадион, на котором проходил концерт, использовался военной хунтой Пиночета в качестве лагеря для военнопленных после государственного переворота. Как и в Буэнос-Айресе, песню вновь исполнял дуэт Боно и Эдж на фоне видеоматериалов Мадрес, и они во второй раз пригласили женщин присоединиться к ним на сцене. Мадрес держали фотографии своих детей и в двух словах рассказали о каждом из них на фоне песни, что вызвало неоднозначную реакцию публики. Боно обратился к Пиночету с просьбой «сказать этим женщинам, где кости их детей».
U2 вернули «Mothers of the Disappeared» в концертную программу во время четвёртого этапа Vertigo Tour на шоу в Сантьяго (26 февраля) и в Буэнос-Айресе (2 марта 2006 года). Хотя она была отрепетирована всей группой, её снова играли только Боно и Эдж в аранжировке, напоминающей ту, что была в турне PopMart. Эдж играл на национальном инструменте чаранго, который президент Чили Рикардо Лагос подарил Боно перед концертом. Также песня была сыграна на трёх шоу третьего этапа U2 360° Tour, вместо «MLK». Одно из выступлений в Стамбуле было посвящено Фехми Тосун, этническому курду, который был похищен в 1995 году и переправлен в неизвестном направлении. Свидетелями похищения были его жена и дочь. Никакой информации о его исчезновении так и не было обнародовано.
Впервые за 30 лет группа вернулась к исполнению «Mothers of the Disappeared» в полном составе во время юбилейного турне The Joshua Tree Tour (посвящённого тридцатилетию одноимённого альбома) в 2017 и 2019 годах. Эти гастроли включали 51 концерт в середине 2017 года и 15 концертов в конце 2019-го. Во время каждого из них альбом The Joshua Tree звучал целиком. На шоу в Сиэтле (май 2017 года) «Mothers of the Disappeared» была исполнена U2 вместе с Эдди Веддером (фронтмен Pearl Jam) и группой Mumford & Sons. На концерте в Париже на сцену была приглашена певица Патти Смит.

## Отзывы критиков
Песня была высоко оценена музыкальными критиками. Стив Морс из The Boston Globe назвал песню «мощной», а её бэк-вокал охарактеризовал как нежный и похожий на хор. Музыкальный обозреватель Chicago Sun-Times Дон Маклиз назвал песню «гимном правам человека». Адриан Триллс из NME назвал песню «стенаниями потрясающей красоты и печали». Рецензент Maclean’s Николас Дженнингс счёл её «самой актуальной песней „The Joshua Tree“». В свою очередь, публицист Эндрю Мюллер выразил мнение, что она была умышленно добавлена в конец из-за «трагичности». Стив Понд из Rolling Stone писал: «„Mothers of the Disappeared“ выстроена вокруг безысходных образов потери, но её аранжировка — успокаивающая и тонизирующая — музыка великой печали, но также и неописуемого сострадания, смирения и спокойствия». Музыкальный обозреватель The Dallas Morning News Леннокс Сэмюэлс также усмотрел в вокале и поэтических образах Боно «невыразимую печаль», назвав строчку «Night hangs like a prisoner / Stretched over black and blue» «трогательной данью» людям, потерявшим близких в результате войн и конфликтов. Он добавил: «Что примечательно в этой песне, так это то, что, несмотря на внутреннюю боль, она остаётся поразительно очищающей. Даже посреди скверны, хаоса и ужаса Боно находит надежду и индульгенцию». В 2006 году Боно назвал «Mothers of the Disappeared» «прекрасным завершением альбома» отмечая: «Эта песня значит для меня так же много, как и любая из песен на этой пластинке, для меня она стоит с ними в одном ряду» и «Я очень горжусь ей и по сей день».
В своей статье Барбара Джагер из The Bergen Record сравнила «Mothers of the Disappeared» с «New Year’s Day» и «Pride (In the Name of Love)» заявив, что группа использовала все три с целью «пробудить политическое сознание и призвать к социальной ответственности». Тринадцать лет спустя публицист того же издания Райан Джонс в своём обзоре альбома All That You Can’t Leave Behind (2000) отметил, что песня «Peace on Earth» содержит отголоски «Mothers of the Disappeared» в тексте и тоне инструментальной прелюдии. Рецензируя альбом группы No Line on the Horizon (2009), Мюллер заявил, что заключительный трек «Cedars of Liverpool» «поддерживает нелогичную традицию этой в высшей степени оптимистичной группы заканчивать свои альбомы печальными композициями», сравнив её с «Mothers of the Disappeared». Маклиз счёл, что песня уходит корнями в «фолковую чистоту народной ирландской музыки». По словам Люерссена, песня «общеизвестна» в Центральной и Южной Америке, и Мадрес часто «исполняют её во время акций неповиновения». Международное объединение Art for Amnesty назвало эту песню и то, как она повлияла на распространение информации о правах человека, одной из причин, по которой Amnesty International удостоила U2 премии «Послы совести».
Размышляя об аплодисментах Мадрес во время концерта в Буэнос-Айресе (PopMart Tour), обозреватель фэнзина U2 Propaganda назвал их «самой трогательной вещью, которую я когда-либо видел на рок-сцене. Это была одна из тех идей, которые могут вылиться во что угодно, но очевидное сочувствие аудитории к этим женщинам сделало этот момент незабываемым». После телевизионного концерта в Чили Боно сказал: «Было удивительно и ошеломляюще осознать, что некоторые из лучших шоу нашего самого „попсового“ тура проходили в таких „горячих“ политических точках, как Сантьяго, Сараево, Тель-Авив… везде музыка значила больше, чем просто развлечение». Музыкант добавил: «Иметь возможность обратиться к генералу Пиночету со сцены в прямом эфире чилийского телевидения и сказать: „Верните мёртвых живым. Пожалуйста, генерал Пиночет, скажите этим женщинам, где кости их сыновей и дочерей“. Это был экстраординарный момент … определённо в моей жизни и жизни U2». На вопрос, разочаровала ли группа негативная реакция части публики, Боно ответил отрицательно, подчеркнув: «Для меня это доказательство того, что рок-н-ролльная публика — не лемминги…. Если они с вами не согласны, то дадут вам знать, но это не значит, что они не фанаты…. Мне льстило, что мы играли не только для людей, которые во всем с нами согласны». Позже стало известно, что выступление U2 стало катализатором акции протеста среди чилийских парламентариев, выступивших против Пиночета, который собирался стать пожизненным сенатором после того, как оставил пост главы вооружённых сил. Оппозиционная партия пригласила Мадрес, которые снова принесли фотографии своих исчезнувших детей и запросили информацию о местонахождении их тел.
Существует несколько кавер-версий песни. Так, струнный квартет Vitamin String Quartet записал «Mothers of the Disappeared» для трибьют-альбома The String Quartet Tribute to U2’s The Joshua Tree (2004), а певец Пэдди Кейси перепел её для благотворительного альбома Even Better Than the Real Thing Vol. 3 (2005), средства от которого были направлены жертвам цунами в Индийском океане.

## Участники записи
| U2 - Боно — ведущий вокал - Эдж — гитара, бэк-вокал - Адам Клейтон — бас - Ларри Маллен-младший — ударные | Дополнительные музыканты - Брайан Ино — клавишные, синтезатор, продюсер Технический персонал - Даниэль Лануа — сведение, продюсер - Марк «Флад» Эллис — запись звука |